# Estació de Manuela Malasaña
Manuela Malasaña és una estació de la línia 12 del metro de Madrid, situada sota el carrer Desarrollo, al sud de Móstoles, Madrid.

## Història i característiques
L'estació, a diferència de la resta de Metrosur, es va construir en mina amb un tros a cel obert, ja que quan es va executar l'obra no hi havia massa edificacions en la zona que impedissin aquesta forma de construcció.
L'estació va ser inaugurada l'11 d'abril de 2003.
Entre el 20 de juny i el 6 de setembre de 2015, l'estació va tancar per obres de millora entre les estacions d'Universitat Rei Joan Carles i Loranca. Durant aquest temps, es va establir un servei especial d'autobusos, la línia SE3 (Universitat Rei Joan Carles - Loranca), que tenia parada a l'avinguda de l'Óssa Menor, a prop de l'estació.
Entre el 21 de juny i el 5 de setembre de 2021 va tornar a tancar, altre cop, per obres de millora entre Hospital de Móstoles i Conservatorio. Es va habilitar un servei especial d'autobús de franc amb parada a l'entorn de les estacions afectades.

## Accessos
Vestíbul Manuela Malasaña
- Manuela Malasaña Carrer de Magdalena, s/n
- Ascensor Carrer de Magdalena, s/n

## Línies i enllaços

### Metro
| << origen/destinació | < estació            | línia | estació > | destinació/origen >> |
| -------------------- | -------------------- | ----- | --------- | -------------------- |
| circular             | Hospital de Móstoles |       | Loranca   | circular             |

| Diürns |                          |                                                |               |
| Línia  | Destinació               | Parada                                         | Operador      |
| 4      | Móstoles Sud             | 20037 Avinguda Osa Menor-Est. Manuela Malasaña | Arriva Madrid |
| 4      | Hospital Rei Joan Carles | 20038 Avinguda Osa Menor-Est. Manuela Malasaña | Arriva Madrid |

| Diürns |                       |                                                |               |
| Línia  | Destinació            | Parada                                         | Operador      |
| 524    | Móstoles Sud          | 20037 Avinguda Osa Menor-Est. Manuela Malasaña | Arriva Madrid |
| 524    | Madrid (Príncipe Pió) | 20038 Avinguda Osa Menor-Est. Manuela Malasaña | Arriva Madrid |